# Єльцин Борис Миколайович
Бори́с Микола́йович Є́льцин (рос. Бори́с Никола́евич Е́льцин; 1 лютого 1931, Бутка, Свердловська область, Російська РФСР — 23 квітня 2007, Москва, Росія) — російський політичний та державний діяч. Президент Російської Федерації з 25 грудня 1991 року по 31 грудня 1999 року. Президент Російської Радянської Федеративної Соціалістичної Республіки (РРФСР) у 1991 роках. Член ЦК КПРС у 1981—1990 роках. Кандидат у члени Політбюро ЦК КПРС з 18 лютого 1986 по 18 лютого 1988 року. Депутат Верховної Ради СРСР 9—11-го скликань.
Доба президентства Бориса Єльцина найбільше запам'яталася хаотичною приватизацією ранніх 1990-х, обстрілом російського парламенту в жовтні 1993-го і невдалою чеченською війною 1994-го, протистоянням з Компартією, спробою імпічменту в 1993 і 1999 роках, а також дефолтом 1998 року. З іншого боку, єльцинську добу в новітній російській історії пов'язують також із розвитком демократичних інституцій і вільних ЗМІ. Був відомий алкоголізмом і в останні роки при владі його поведінка подекуди завдавала проблем російським іміджмейкерам. За його правління було вбито першого президента Чеченської Республіки Ічкерія Джохара Дудаєва.

## Життєпис

### Дитинство і юність

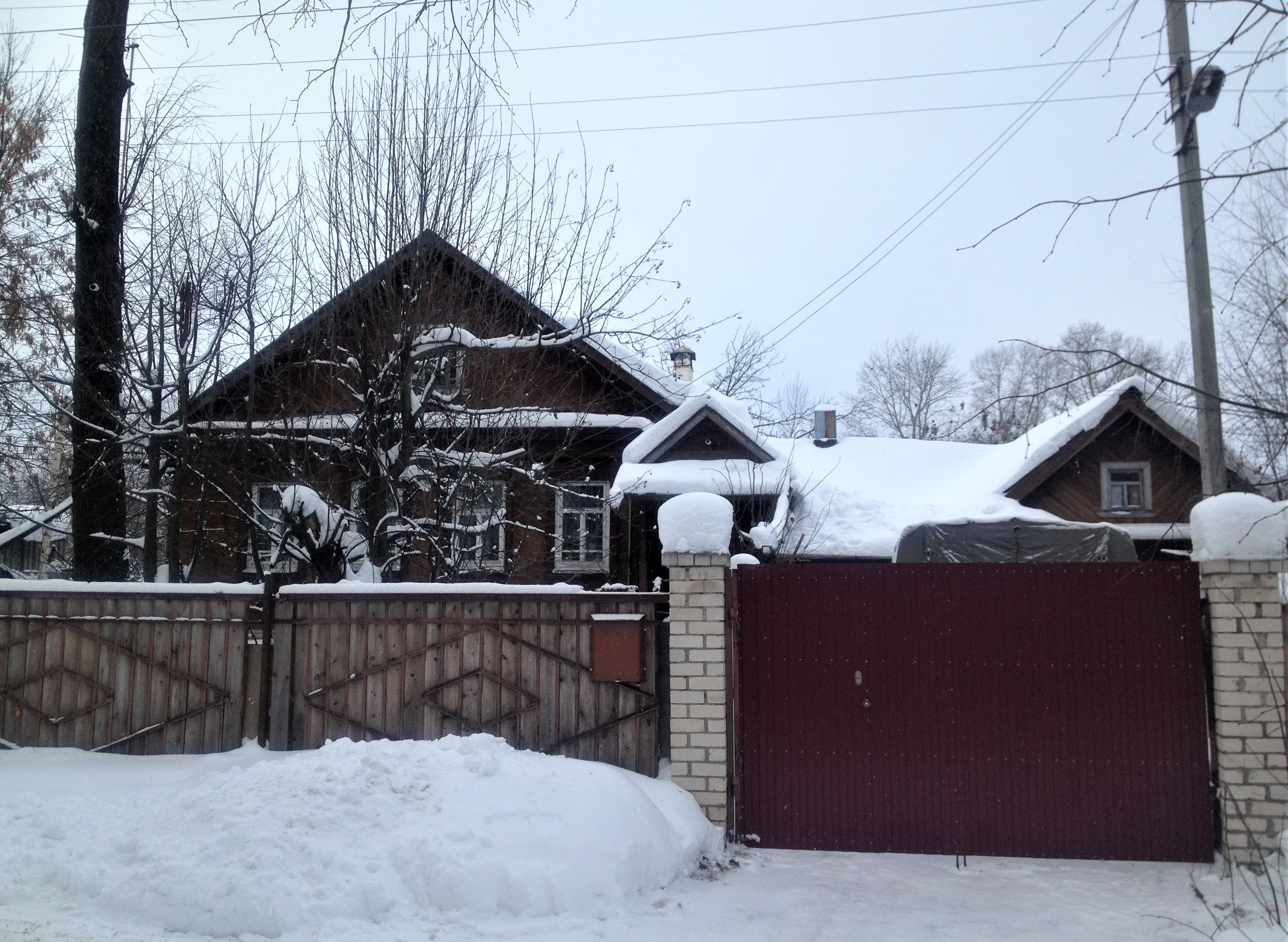
Будинок у Казані, в якому у 1934—1937 роках жив Б. Н. Єльцин

Народився 1 лютого 1931 року в селянській родині на Уралі. Дитинство пройшло в місті Березники Пермської області, там же він закінчив школу.
1949 року вступив на будівельний факультет Уральського політехнічного інституту, 1955 року закінчив його з кваліфікацією «інженер-будівельник» за спеціальністю «Промислове та цивільне будівництво». У студентські роки серйозно займався спортом, виступав за збірну команду Свердловська з волейболу, став майстром спорту.
1955 року направлений за розподілом в трест «Уралтяжтрубстрой», де за рік освоїв кілька будівельних спеціальностей, потім працював на будівництві різних об'єктів майстром, начальником дільниці. 1957 року стає виконробом будівельного управління тресту. 1961 року вступив до КПРС. 1963 року призначений головним інженером Свердловського домобудівного комбінату. З 1966 року — директор Свердловського ДСК.

### Діяльність у КПРС
1968 року переведений на партійну роботу до Свердловського обкому КПРС, де очолив відділ будівництва. 1975 року обраний секретарем Свердловського обкому КПРС, відповідальним за промисловий розвиток області. З 2 листопада 1976 по 19 квітня 1985 року — 1-й секретар Свердловського обласного комітету КПРС.
З 12 квітня по червень 1985 року — завідувач відділу будівництва ЦК КПРС.
З 1 липня 1985 по 18 лютого 1986 року — секретар ЦК КПРС.
З 24 грудня 1985 по 11 листопада 1987 року — 1-й секретар Московського міського комітету КПРС. Активно критикував політику Горбачова.
У 1987 році його звільнили з усіх посад і виключили з політбюро. З січня 1988 по червень 1989 року працював 1-м заступником голови Держбуду СРСР — міністром СРСР.

### Діяльність у Верховній Раді РРСФР
У 1989, на перших наполовину вільних парламентських виборах, отримав 89 % голосів виборців в московському окрузі.
29 травня 1990 року Перший з'їзд народних депутатів РФ обрав Б. Єльцина Головою Верховної Ради РРСФР.

### Діяльність на посаді Президента РРСФР та РФ
У 1991 році став першим демократично обраним президентом Росії (у складі СРСР).
У серпні 1991 року відіграв ключову роль, перешкодивши заколоту проти Горбачова, що називають його головною заслугою. Саме тоді Єльцин виголосив своє відоме звернення з танку, закликавши москвичів захистити демократію.
У 1993 році послав танки проти опозиційних парламентарів.
У грудні 1994 року послав військо в Чечню, яка проголосила незалежність від Росії три роки перед тим.
У 1996 році здобув другий термін на посаді, перемігши на виборах комуніста Геннадія Зюганова.
31 грудня 1999 року несподівано склав з себе повноваження і назвав своїм наступником Володимира Путіна. В новорічному звернені перед виступом Путіна він висловився так:
| «Я іду, я зробив все що міг. Мені на зміну приходить нове покоління — покоління тих хто може зробити більше та краще»Оригінальний текст (рос.) «Я ухожу, я сделал все, что мог. Мне на смену приходит новое поколение — поколение тех, кто может сделать больше и лучше» |

## Здобутки
При ньому РРФСР набула незалежність, і була створена Співдружність Незалежних Держав (СНД). На референдумі 1993 року була підтримана його політика проведення приватизації і припинення регулювання цін, попри важкі економічні проблеми і громадянське безладдя. Підписав Договір про обмеження стратегічних озброєнь (СНО-2). Придушив спробу перевороту у вересні — жовтні 1993 за допомогою армії.

## Хвороба і смерть
З 1991 р. Єльцин лікувався від ішемічної хвороби серця, у 1995 р. переніс два інфаркти. У листопаді 1996 р. його стан серйозно погіршав, Єльцину зробили аортокоронарне шунтування. Його оперував американський кардіохірург Майкл Дебейкі.
Із січня 1999 р. небезпечні загострення хвороб траплялися у Єльцина майже щомісячно.
У 2001 р. Єльцину було проведено у Німеччині ще одну операцію на серці з метою розширення кровоносних судин.
23 квітня 2007 року помер у Центральній клінічній лікарні (Москва) від зупинки серця, викликаної прогресивною серцево-судинною поліорганною недостатністю. Похований на Новодівочому цвинтарі.

## Сім'я

### Батько

Батько Бориса Єльцина Микола Гнатович.

Батько Єльцин Микола Гнатович народився 27 червня 1906 року у селі Басмановське, Свердловської області в родині Єльцина Ігнатія Єкимовича (1875—1936), заможного селянина, та Єльциної Ганни Дмитрівни (1887—1941). Мав братів та сестер — Марію (1902 — ?), Івана (1903/04 — ?), Дмитра (1904/05 — ?) та Андріана (1912 — 06.03.1945, тесля, в роки війни — мінометник, помер у госпіталі від ран). Микола займався селянськими і теслярськими роботами в господарстві батька. З 1924 по 1928 рік працював на «виборній роботі при Басмановській сільраді». З 1928 по 1929 рік працював столяром у районній майстерні. У 1928 році був прийнятий в радгосп «Червоний Травень» в с.Басмановське.
Микола Гнатович одружився з Клавдією Василівною (до шлюбу Старигіна) і в них було 3 дітей — Борис (01.02.1931 — 23.04.2007) — перший президент Російської Федерації, Михайло (1937 — 11.02.2009) — монтажник-висотник Єкатеринбурзького (Свердловського) ДБК та Валентина (1944 —).
Ігнатія, як куркуля, в 1930 році заслали в м. Надеждинськ (нині м. Сєров), Уральської області, а Микола влітку або восени 1930 року разом з матір'ю, братами і вагітною дружиною був висланий в село Будка, Талицького району Уральської області РРФСР як членів сім'ї куркуля. Там з 1930 по 1932 рік Микола працював на відхожому промислі майстром в м. Надеждинську, на будівництві заводу. У грудні 1932 року разом з сім'єю і братом Андріаном поїхав на будівництво «Авіабуду» в місто Казань, де працював бригадиром теслярів. Одночасно вступив до будівельного училища або технікум. До арешту в квітні 1934 року проживав у м. Казань, робітниче селище на Сухій річці, барак № 8, кімната № 14.
Заарештований 28 квітня 1934 року разом з братом Андріаном і ще чотирма робітниками. Звинувачені в тому, що «…проводили систематично антирадянську агітацію серед робітників, ставлячи собі за мету розкладання робітничого класу і впровадження невдоволення існуючим правопорядком. Використовуючи наявні труднощі в харчуванні і постачанні, намагалися створити нездорові настрої, поширюючи при цьому провокаційні чутки про війну і швидку загибель Радянської влади. Вели агітацію проти позики, активно виступали проти допомоги австрійським робітникам». Засуджений 23 травня 1934 року трійкою ОДПУ по Татарській АРСР за статтею 58 пункт 10 КК РРФСР (антирадянська пропаганда і агітація) до перебування у ВТТ на термін 3 роки. 28 травня 1934 разом з братом етапований до Дмитлагу.
Покарання відбував у Дмитлагу НКВС СРСР. Працював на загальних і допоміжних роботах в Талдомському районі. Звільнений з ув'язнення достроково 29 вересня 1936 року. Поки Микола Гнатович відбував покарання, сім'ю Єльциних — його дружину Клавдію Василівну і сина Бориса, виселених з барака, прихистила дружина співкамерника Миколи, фельдшера із Казані Василя Петровича Петрова Єлизавета Іванівна Петрова. К. В. Єльцина прописалася в будинку № 32 на вулиці шостій Союзній (в 1956 році будинок перенесений на вулицю Карагандинську, в 1999 році його відвідала дружина Бориса Єльцина Наїна).
На початку жовтня 1936 року Микола Гнатович повернувся у Казань і оселився в тому ж будинку. Тут же в 1937 році у Миколи і Клавдії Єльциних народився другий син — Михайло, хрещеною якого стала дочка Василя і Єлизавети Петрових Ніна. 31 липня 1937 року Микола переїхав разом з сім'єю в м. Березники, Пермської області на будівництво калійного комбінату і вступив до тресту «Севуралтяжстрой». У роки Німецько-радянської війни Микола не був призваний в армію через броню на виробництві. У 1944 році зміг побудувати в Березниках власний цегляний будинок. Послідовно працював на посадах майстра, виконроба, диспетчера, планувальника і керівника декількох технічних бюро в тресті «Севуралтяжстрой». У 1962 році вийшов на пенсію і разом з дружиною повернувся жити в село Бутка, Талицького району, Свердловської області.
Помер 30 травня 1977 року. Похований на Широкореченському кладовищі м. Єкатеринбурга (поруч з сином Михайлом). Реабілітований посмертно 15 липня 1989 в особливому порядку за Указом Президії ВР СРСР від 16 січня 1989 року.

### Дружина, діти та онуки
Борис Єльцин був одружений, мав двох доньок, п'ятьох онуків і трьох правнуків. Дружина — Єльцина Наїна Йосипівна (Гиріна) (до 25 років — Анастасія). Доньки — Олена Окулова і Тетяна Юмашева (колишня Дяченко, до шлюбу Єльцина). Остання є громадянкою Австрії, одружена. Очолює «Фонд першого президента Росії Бориса Єльцина».